# Ensemble Wiener Hof
Das Ensemble Wiener Hof in Bremen-Mitte, Ortsteil Ostertor, Weberstraße 7 bis 23 wurde nach 1900 gebaut.
Das Ensemble steht unter Denkmalschutz. 

## Geschichte
Um 1900 wurden viele kleine Bremer Häuser als Reihenhäuser gebaut, die oft sehr gleichförmig waren. 
1903 erwarben die Bauunternehmer und Architekten Friedrich Wilhelm Rauschenberg und Andreas Heinrich Wilhelm Müller ein Grundstück am Ostertorsteinweg. Hier befanden sich das Eckhaus des Kaufmanns J. F. Kulenkamp und zwei weitere Wohnhäuser und an der Weberstraße – damals noch Hinterm Paulsberg – ein Lagerhaus sowie fünf eingeschossige Wohnhäuser einfacher Leute (Nr. 30 bis 34) aus dem 18. Jahrhundert. 
Auf den unbebauten Grundstücke an der Weberstraße entstand von 1905 bis 1907 nach Plänen der Architekten Rauschenberg und Müller eine Wohnanlage aus damals zehn Mehrfamilienhäusern für insgesamt 20 Mietparteien. Die Architekten planten eine größtmögliche Ausnutzung des Baugrundes, indem sie das Ensemble als Dreiflügelanlage bis dicht an die rückwärtige Grundstücksgrenze heranrückten und die baurechtlich geforderte unbebaute Fläche zur Weberstraße anordneten. Die Seitenflügel sind symmetrisch auf den Mittelbau ausgerichtet. Die zwei- und dreigeschossigen Wohnhäuser mit einem Souterraingeschoss sind differenziert, teils trauf- teils giebelständig im Reform- und Jugendstil aus der Jahrhundertwendezeit. Die einheitliche Gestaltung der Fassaden, der großzügige Vorhof und die geschmiedeten Gitter der Einfriedung mit floralen Zierformen im Jugendstil prägen das Ensemble und unterschieden es von zuvor der in Bremen oft üblichen, einfachen Reihenhausbebauung. Die Wohnanlage, abseits der Hauptverkehrsstraßen, gehört zu den frühesten Mietshäusern in Bremen und im Ostertorviertel, das von Einfamilienhäusern geprägt war.      
Auch heute (2014) werden die Häuser für Wohnzwecke genutzt sowie für Dienstleister. 

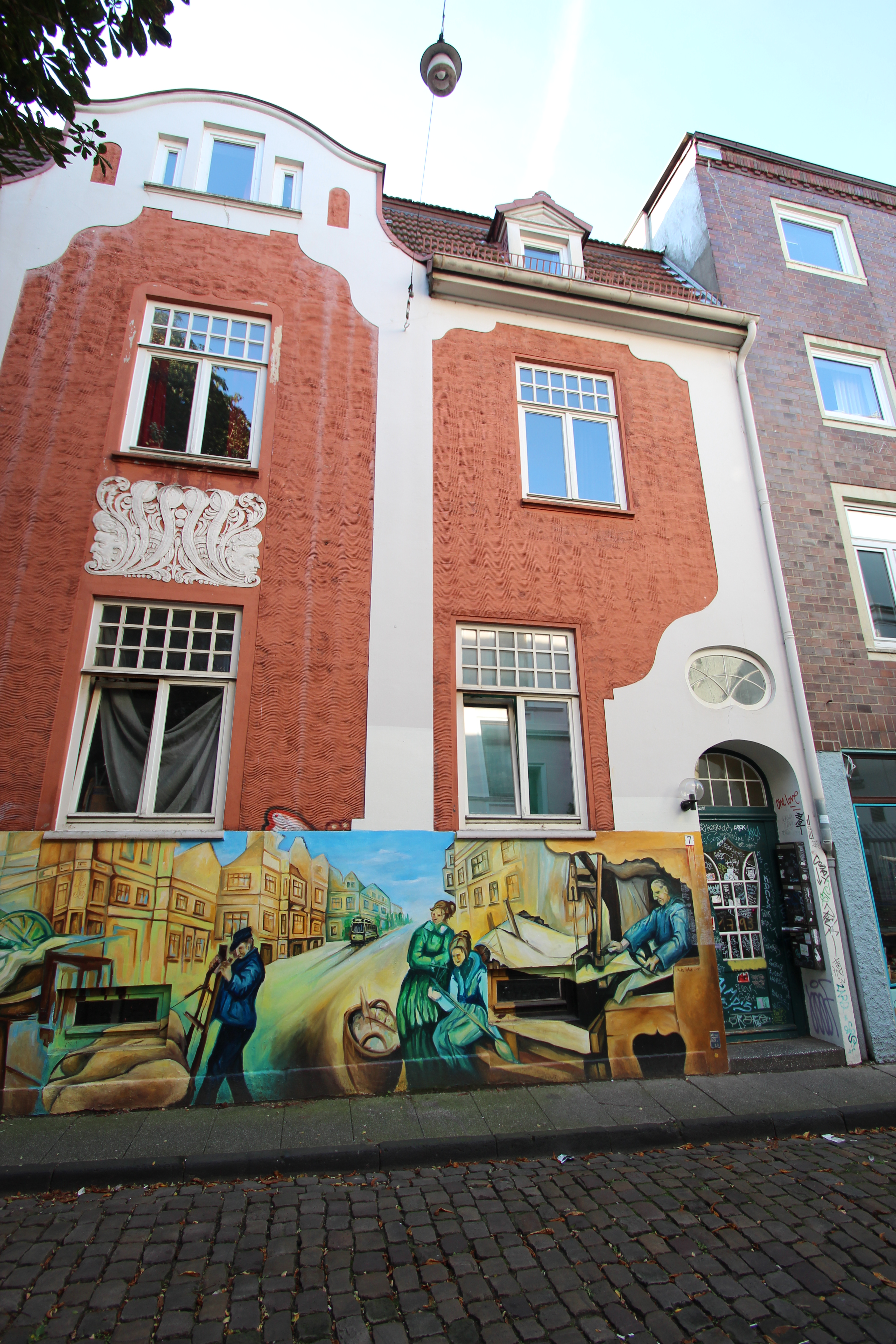
Weberstraße 7
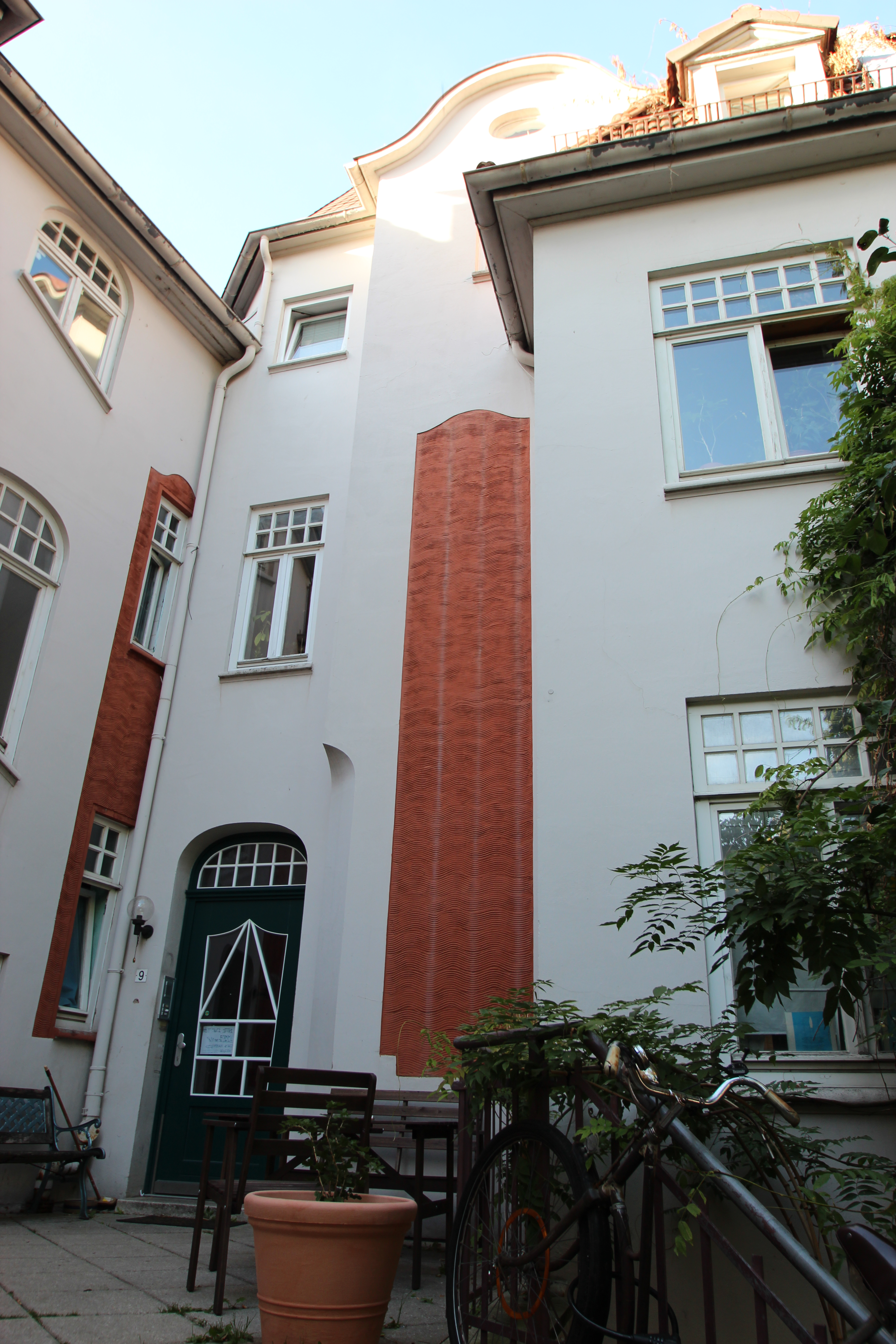
Weberstraße 9
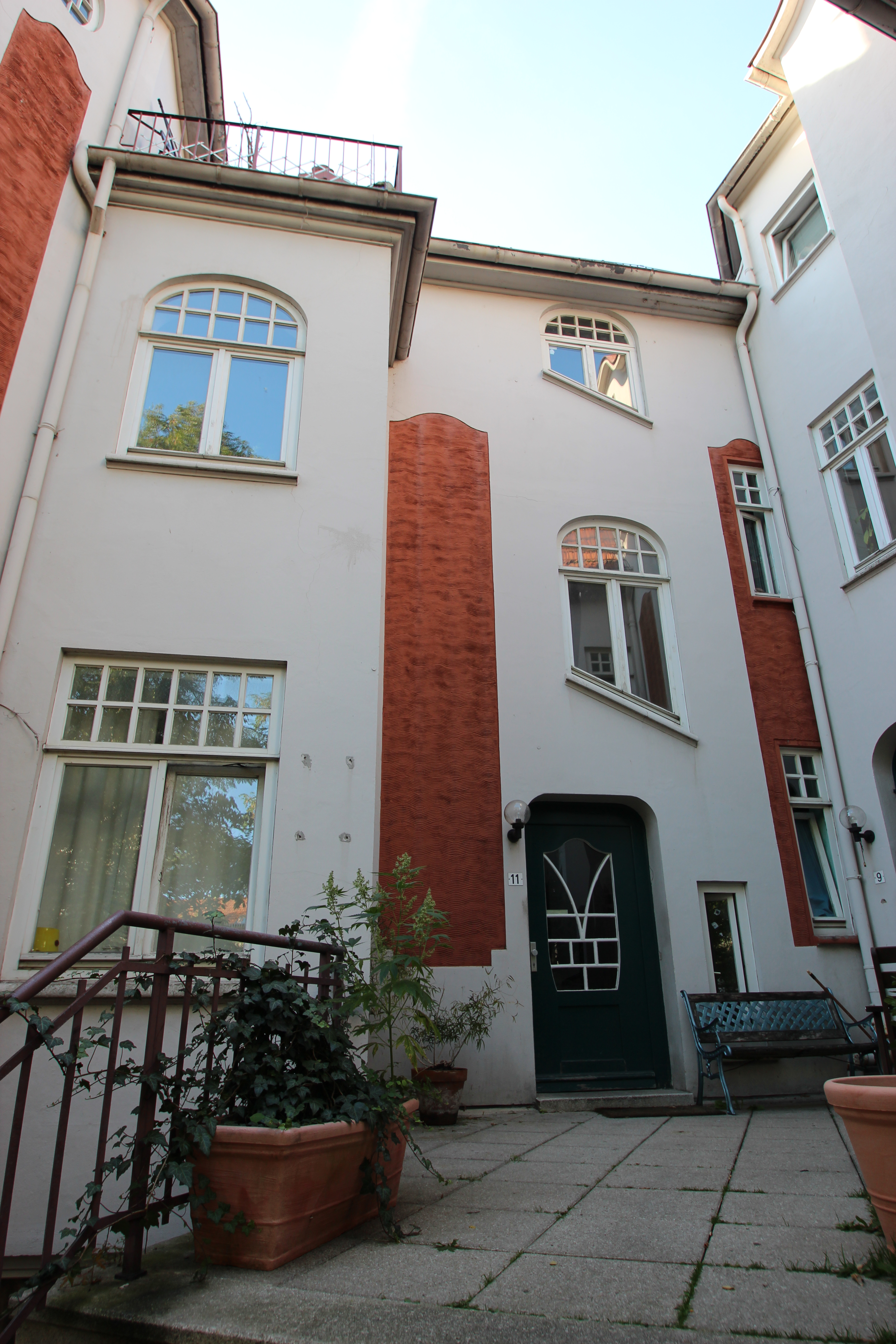
Weberstraße 11
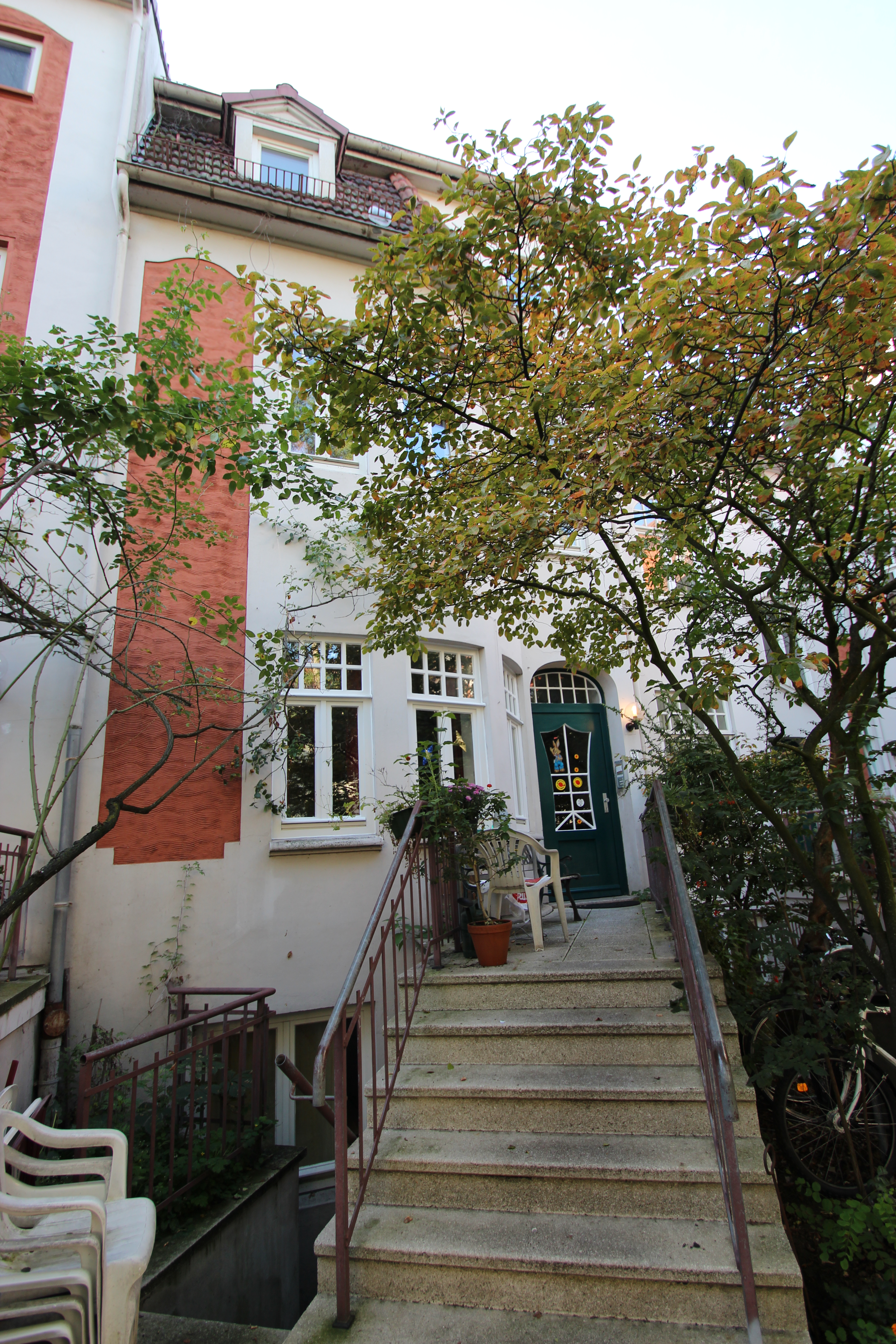
Weberstraße 13
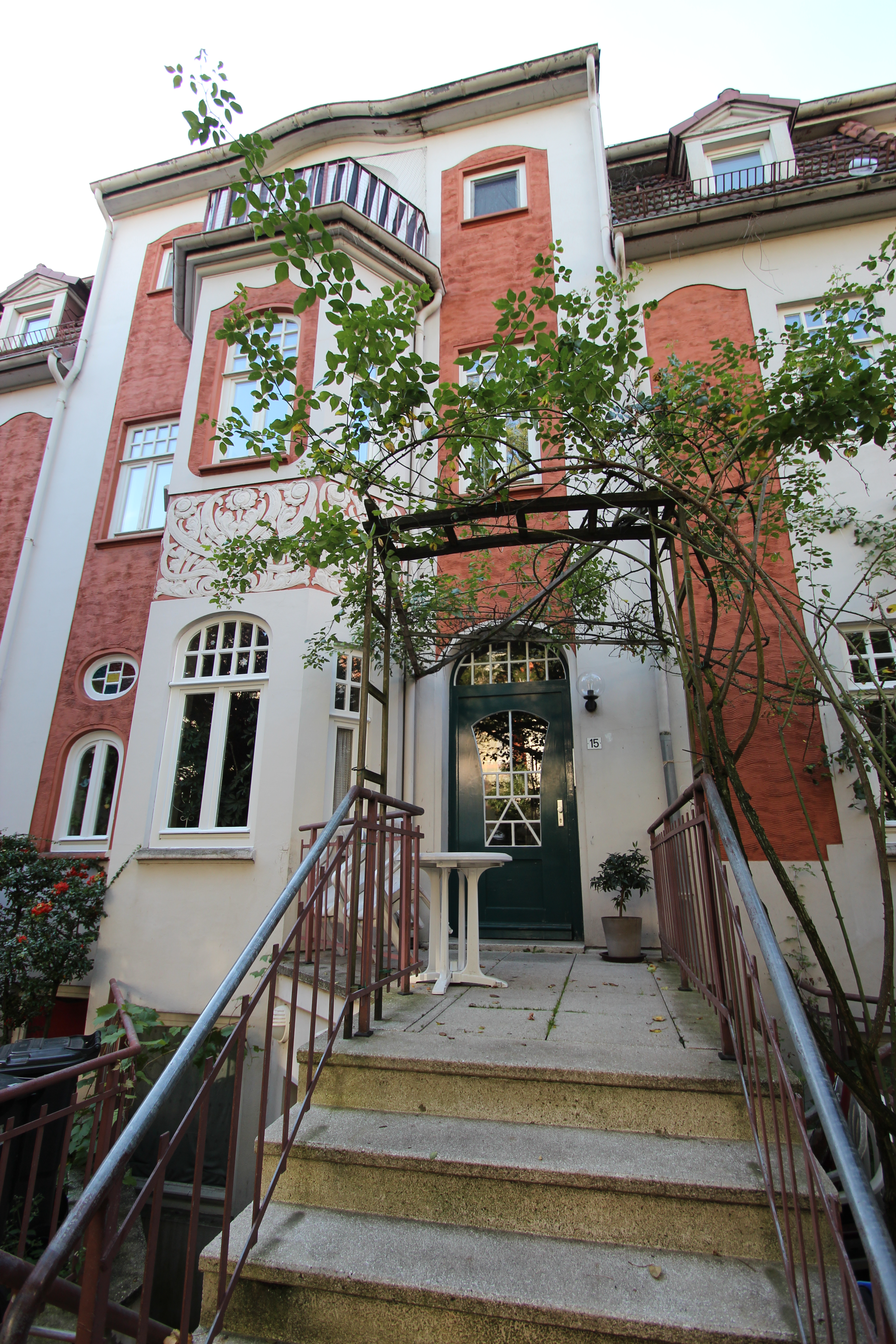
Weberstraße 15
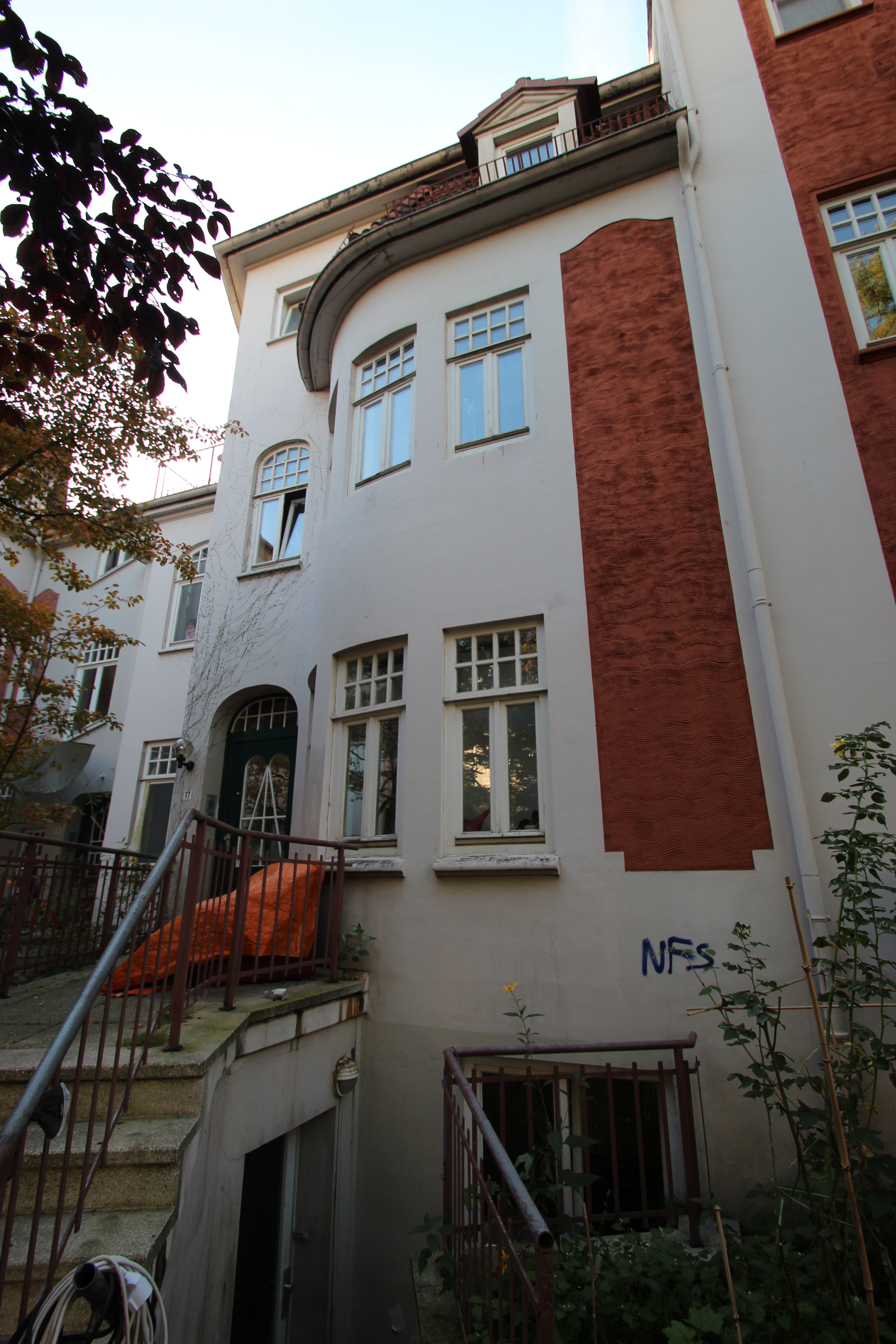
Weberstraße 17
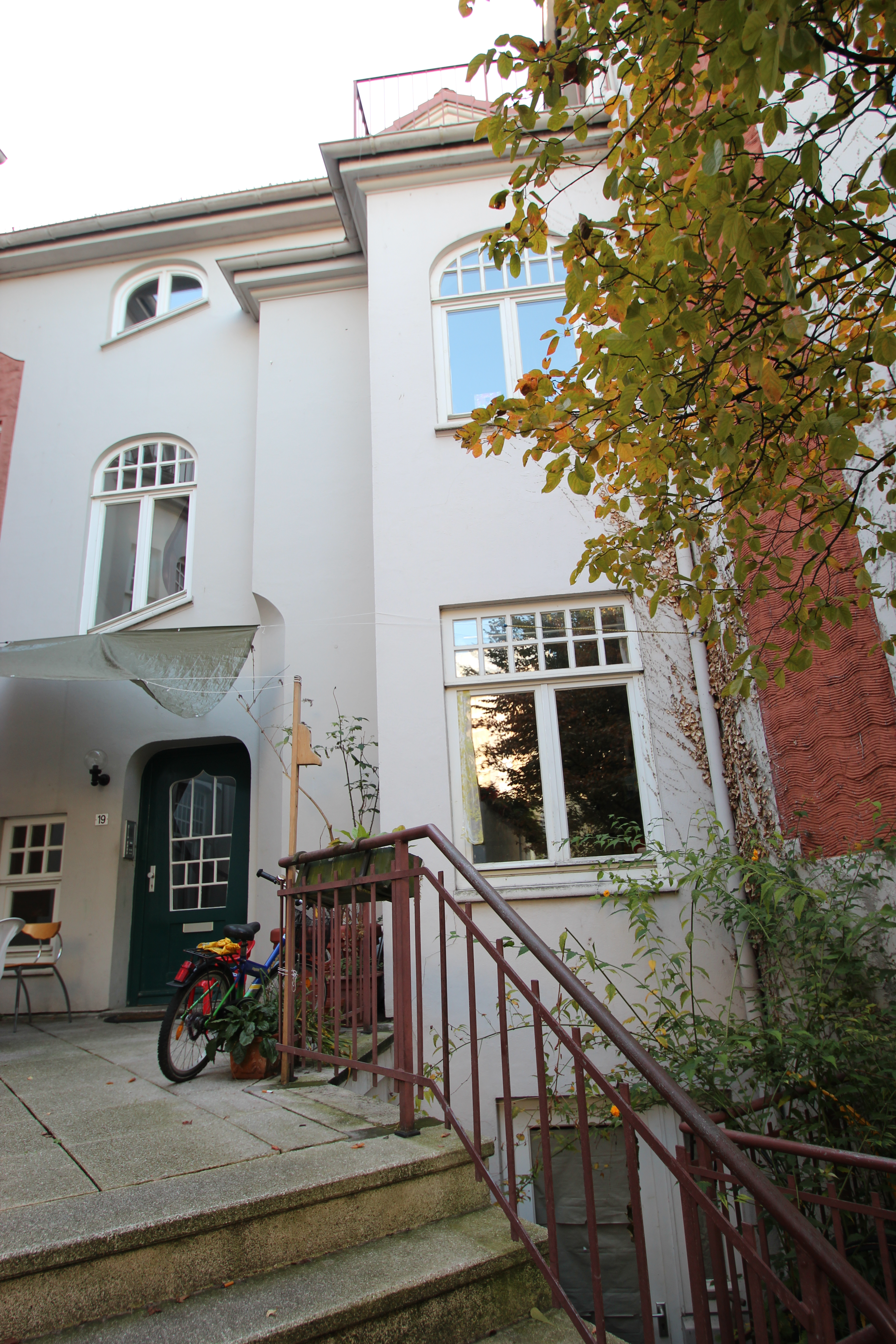
Weberstraße 19
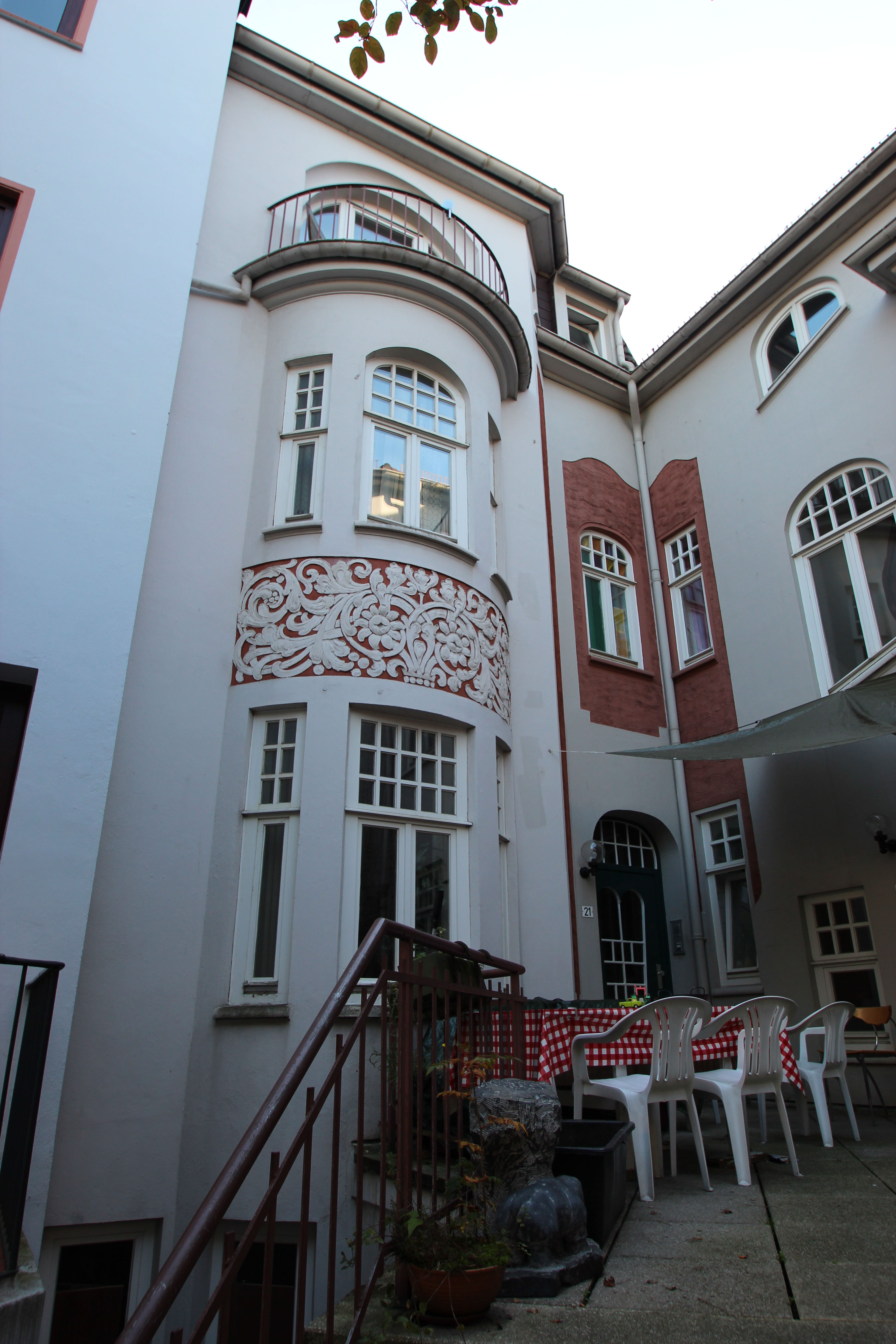
Weberstraße 21

## Denkmalschutz
Das Gebäude wurde 1973 als Bremer Kulturdenkmal unter Denkmalschutz gestellt.
2018 wurde die GEWOBA mit dem Bundespreis für Handwerk in der Denkmalpflege (3. Preis)  „für das Engagement zur Erhaltung dieses für die Bau- und Sozialstruktur wichtigen Denkmals“ ausgezeichnet.